# Orquestra Sinfônica da Rádio de Praga
A Orquestra Sinfônica da Rádio de Praga ou Orquestra Sinfónica da Rádio de Praga (SOČR) é uma orquestra baseada em Praga, na República Checa. A orquestra foi fundada em Maio de 1923.

## Maestros
- Josef Hrnčíř
- Jiří Stárek
- Václav Neumann
- Franz Konwitschny
- Antonio Pedrotti
- Dean Dixon
- Jean Fournet
- György Léhel
- Otakar Jeremiáš
- Eugene Goossens
- Charles Munch